# St Ninian’s Cathedral

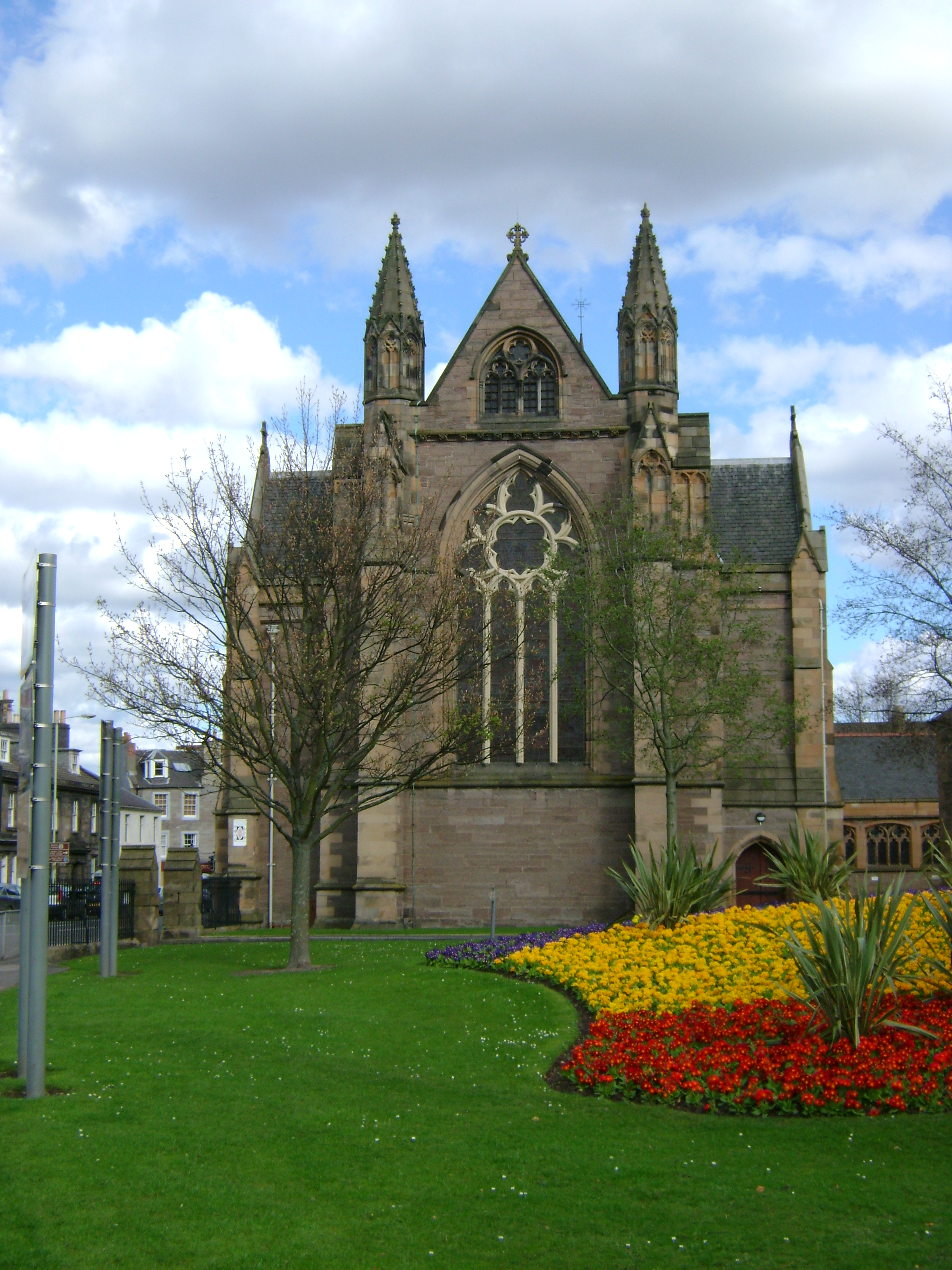
St Ninian’s Cathedral

Die St Ninian’s Cathedral ist die Kathedrale des Bistums Saint Andrews, Dunkeld und Dunblane der Scottish Episcopal Church in der schottischen Stadt Perth in der Council Area Perth and Kinross. 1965 wurde das Bauwerk in die schottischen Denkmallisten in der höchsten Denkmalkategorie A aufgenommen.

## Geschichte
Den Bau am Ort eines ehemaligen Dominikanerklosters initiierten Horace Forbes, der spätere 19. Lord Forbes, und George Boyle, der spätere 6. Earl of Glasgow, die sich während des Studiums kennengelernt hatten. Der erste Abschnitt des Entwurfs des bedeutenden englischen Kirchenarchitekten William Butterfield wurde 1850 fertiggestellt und im selben Jahr konsekriert. Es handelte sich um den ersten nach-reformatorischen Neubau einer Kathedrale in Schottland. Zu diesem Zeitpunkt war nur eine Achse des Langhauses fertiggestellt und die Bauaktivität setzte sich bis in das Jahr 1890 fort. Zwischen 1901 und 1911 wurde die Westseite ergänzt und die Ostseite anschließend im selben Stile überarbeitet. Von John Loughborough Pearson vor seinem Tode geplant, leitete sein Sohn Frank Loughborough Pearson die Arbeiten. Zwischen 1908 und 1911 wurde außerdem die Lady Chapel hinzugefügt.

## Beschreibung
Die St Ninian’s Cathedral steht an der Atholl Street (A85 und A989 werden an dieser Stelle zusammen geführt) am Nordrand des Stadtzentrums von Perth. Die Kreuzbasilika ist neogotisch ausgestaltet. Die Flanken des Sandsteinbaus sind mit hohen Maßwerken, Lanzettfenstern und Strebepfeilern ausgeführt. In die Giebel des Querschiffs sind große Fensterrosen eingelassen. Der offen gestaltete Vierungsturm ist hoch und schlank. Die abschließenden Satteldächer sind mit grauem Schiefer eingedeckt.